# Odon II z Szampanii
Odon II (zm. 1115) – hrabia Troyes i Meaux, syn hrabiego Stefana II i jego żony Adeli.
Kiedy po śmierci ojca w 1047 r. został hrabią Troyes i Meaux był jeszcze niepełnoletni, więc regencję w jego imieniu sprawował jego stryj, hrabia Tybald III z Blois. W 1060 r. Odon poślubił Adelajdę z Normandii (ok. 1026, zm. ok. 1090), córkę Roberta Wspaniałego, księcia Normandii, i Herlevy, córki Fulberta, garbarza z Falaise, siostry Wilhelma Zdobywcy.
Dzięki temu małżeństwu Odon związał się z dworem normandzkim. W 1066 r. towarzyszył szwagrowi w wyprawie po koronę Anglii. Korzystając z jego nieobecności stryj Tybald zajął francuskie posiadłości Odona. Temu jednak udało się uzyskać od Wilhelma Zdobywcy nadanie hrabstwa Aumale w Normandii i Holderness w Anglii. W 1095 r. Odon został członkiem spisku przeciwko królowi Wilhelmowi Rudemu za co został ukarany konfiskatą majątku.
Z małżeństwa z Adelajdą miał syna, Stefana.